# Giovanni Paolo Lomazzo
Vous pouvez aider à l'améliorer ou bien discuter des problèmes sur sa page de discussion.
- Il ne cite pas suffisamment ses sources. Vous pouvez indiquer les passages à sourcer avec {{référence nécessaire}} ou {{Référence souhaitée}}, et inclure les références utiles en les liant aux notes de bas de page. (Marqué depuis avril 2025)
- Il n’est pas rédigé dans un style encyclopédique. (Marqué depuis avril 2025)

- Archive Wikiwix
- Bing
- Cairn
- DuckDuckGo
- E. Universalis
- Gallica
- Google
- G. Books
- G. News
- G. Scholar
- Persée
- Qwant
- (zh) Baidu
- (ru) Yandex
- (wd) trouver des œuvres sur Wikidata

Giovanni Paolo Lomazzo ou Gian ou Giovan pour le prénom (Milan, 26 avril 1538 -  Milan, 27 janvier 1592) est un peintre italien du XVIe siècle et un théoricien milanais du maniérisme.

## Biographie

### Le peintre
Élève, à ses dires, de Giovanni Battista della Cerva (qui avait hérité de l'atelier de Gaudenzio Ferrari), Lomazzo commence sa carrière avec un cycle de fresques dans le style de Bernardino Luini dans l'église S. Maria Nuova à Caronno Pertusella où Bernardino Campi avait exécuté le retable du maître-autel.
Successivement il peint à fresque le réfectoire de l'église S. Maria della Pace à Milan avec une copie de la Cène de Léonard de Vinci (daté de 1560 ; détruite pendant la Seconde Guerre Mondiale) et celui des Agostiniani de Piacenza, avec la curieuse imagerie du Dîner Quadragesimale (de 1567 ;  détruite aussi au cours de la seconde Guerre Mondiale).
Rien ne reste de son activité de portraitiste, comme les effigies des cardinaux Giovanni Girolamo Morone et Alessandro Crivelli, du marquis de Pescara Francesco d'Avalos, des deux sœurs de Charles Borromée et de divers princes allemands attachés à l'archiduc Rudolf de Habsbourg (le futur Rodolphe II du Saint-Empire).
Vers les années 1560-1570, Lomazzo peint une série de retables pour les églises milanaises, presque toutes sur toile, caractérisées par un style monumental et sévère : deux Christ en croix pour S. Giovanni in Conca (Milan, Brera et paroissiale de Valmadrera), le  Noli me tangere pour S. Maria della Pace (aujourd'hui à Vicence), une Pietà pour les Capucins de  S. Vittore all'Olmo et les Stigmates de saint François pour S. Barnaba, toujours en place. Sa Madonna delle Vittorie, peinte pour S. Romano à Lodi, est connue par une copie à S. Maria di Piazza Busto Arsizio.
Son cycle pictural le plus important est celui de la chapelle Foppa dans l'église de Saint-Marc à Milan (1573), où il peint à fresque deux Histoires des saints Pierre et Paul, une très singulière Gloria d'angeli et un retable avec Madone et saints. Peu après la conclusion de cette entreprise, une maladie aux yeux (diagnostiquée, comme l'affirme Gerolamo Cardano) le rend aveugle à l'âge de 30 ans.
Ambrogio Figino a été son élève.

### Le théoricien et l'écrivain
Atteint de cécité, Lomazzo se consacre à la rédaction et à la structuration de ses nombreux écrits, en partie rédigés les années précédentes, et qui constituent un corpus parmi des plus importants du panorama entier du maniérisme, avec un grand nombre d'informations qui concernent les œuvres et les auteurs de la Lombardie (un domaine souvent négligé du toscano-centriste Giorgio Vasari) et pour les intéressantes notations théoriques, comme celle de la figure serpentinata (une expression qu'il est le premier à rapporter, dérivée d'un enseignement de Michel-Ange à Marco Pino).
Ses deux traités élaborés sont devenus des pierres angulaires dans le développement de la critique d'art. Sa première œuvre, Trattato dell'arte della pittura, scoltura et architettura (Milan, 1584) a été classifiée, dans la Letteratura Artistica de Julius von Schlosser (1914-1920), peut-être avec des interprétations un peu partiales, comme un guide au concept de decorum, que la Renaissance hérita en partie de l'antiquité classique, dans une codification systématique de l'esthétique typique du regard académique de la fin du XVIe siècle.
Son Idea del tempio della pittura  (Milan, de 1590), œuvre plus métaphysique, offre une description de la nature humaine et de la personnalité sur le schéma de la théorie des quatre tempéraments, explications sur le rôle de l'individualité dans le jugement et dans l'invention artistique. La peinture y est décrite comme un temple dont  les colonnes sont les Sept Gouverneurs de l'Art : Leonardo, Michelangelo, Raffaello, Polidoro da Caravaggio, Andrea Mantegna, Titien, Gaudenzio Ferrari.
La critique de Lomazzo prend en considération trois aspects du regard critique sur l'œuvre d'art : la doctrina (la doctrine), l'enregistrement des découvertes - comme la perspective que les artistes ont fait au cours de l'histoire ; la prattica (la pratique) - les préférences personnelles - et la maniera (la manière) de l'artiste ; et l'iconografia (l'iconographie), l'élément littéraire dans l'art.
Giovan Paolo Lomazzo meurt « de malatia longa » après neuf ans, dans sa maison de Porta Ticinese le 27 janvier 1592. 
La contribution du Lomazzo à la critique d'art fut son extraction systématique des concepts abstraits de l'art, et non seulement une simple reconnaissance des étonnements de la vraisemblance et de la technique ou des anecdotes sur la réception des œuvres de la part des contemporains, du type de celles que Vasari avait menées dans la précédente génération.

### Le poète

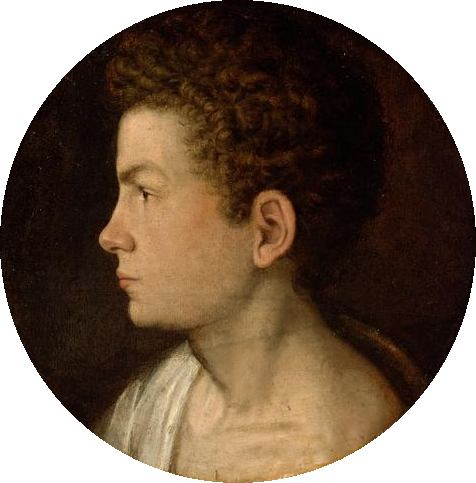
Autoportrait, vers 1555-65.

Son côté le plus étrange  et bizarre, porté à la lumière par les études de Dante Isella, transparaît dans ses recueils poétiques, une en italien (les Grotteschi, 1587) et une deuxième (le Rabìsch, d'Arabesques) en « facchinesco »,
une sorte de dialecte tessinois semblable à celui des facchini qui arrivaient à Milan des vallées du Tessin, en particulier de la zone de Blenio.
Ses poésies dialectales sont étroitement liées à sa participation, d'abord comme simple membre, puis  comme nabàd (abbé) à l'Accademia dei Facchini della Val di Blenio, une très singulière assemblée d'artistes, musiciens, artisans et comédiens qui se réunissaient dans le secret sous l'égide de Bacco en se choisissant un nom dialectal (celui de Lomazzo fut compà Zavargna) et composaient des rimes très singulières d'arguments variés.
Les Grotteschi, et surtout le Rabìsch représentent l'autre côté de la personnalité contrastée de Lomazzo, qui au decorum substitue le « furor » créateur, et qui dut le pousser à une extrême circonspection, dans les années où, à Milan, il fallait aussi tenir compte de la forte personnalité de  très rigoureux champions de la Contre-Réforme comme Charles Borromée.
Son atypique académie réunissait  une série de talents de  premier ordre dans le panorama de la culture lombarde de ces années : des sculpteurs et cristallier Annibale Fontana, aux ricamatore Scipione Delfinone, aux peintres Aurelio Luini et Ottavio Semino, au musicien Giuseppe Caimo, à l'ingénieur militaire et hydraulique Giacomo Soldati.
Ne doit pas être oubliée l'influence du côté « grotesque » de l'héritage de Leonardo, dont Lomazzo et ses amis s'inspirèrent souvent, comme on le voit dans le groupe de projets caricaturaux avec des faces difformes vues de profil. Les titres mêmes de ses recueils poétiques rappellent un type de décoration bizarre et pleine de fantaisie beaucoup en vogue pendant la Renaissance mais condamnée comme « peinture licentieuse et ridicule » de la théorie de la Contre-Réforme (spécifique de Carlo Borromeo).
Forcé de chercher la protection de personnages haut placés (comme Pirro Visconti Borromeo, Prosper Visconti, Charles Emmanuel de Savoie ou Ferdinand ler de Médicis, ces deux derniers destinataires des dédicaces de ses œuvres), Lomazzo montrent dans ses écrits un mélange, pas toujours visible, de sources littéraires différentes, du maccaronico de Teofilo Folengo (cité explicitement dans le Rabisch) à des témoins de cabale et de magie naturelle - bien plus dangereux dans le Milan de la Contre-Réforme - comme le De Occulta Philosophia di Cornelio Agrippa de Nettesheim.

## Œuvres

### Peintures

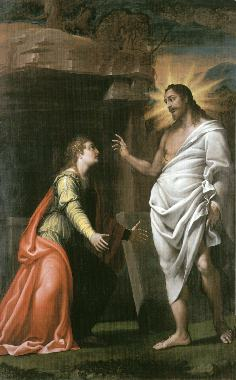
Noli me tangere,
Vicence, Pinacoteca Civica.

- Autoritratto, Vienne, Kunsthistorisches Museum (~1558)
- Affreschi, Caronno Pertusella, chiesa di S. Maria Nuova (1560-1566).
- Allegoria della cena quadragesimale (détruite en 1944), Piacenza, Sant'Agostino (1567).
- Cristo nell'orto, Milan, pinacothèque Ambrosienne (1568).
- Crocifissione, Valmadrera (Lecco), Parrocchiale (1568).
- Autoritratto come Abate dell'Accademia della Val di Blenio, Milan, pinacothèque de Brera (~1568).
- Noli me tangere, Vicence, Pinacoteca Civica (1568).
- Stigmate di san Francesco con i santi Bernardino e Bartolomeo  San Barnaba de Milan (1568 - ~1570).
- Crocifissione, pinacothèque de Brera (~1570).
- Natività, Boffalora d'Adda (Lodi), chiesa parrocchiale (1570).
- Pietà, Inzago (Milan, Ospedale Marchesi (~1570).
- Affreschi e pala d'altare,  Église San Marco (Milan), cappella Foppa (1570-1571).
- Cristo nell'orto, couvent San Carlo al Corso (Milan) (1572).

### Ouvrages écrits
- Libro dei sogni (ms., 1563; ed. a cura di R. P. Ciardi, Firenze 1973-1974)
- Trattato dell'arte de la pittura di Gio. Paolo Lomazzo milanese pittore. Diuiso in sette libri. Ne' quali si contiene tutta la theorica, & la prattica d'essa pittura, Milano, Paolo Gottardo Pontio, 1584 (nuova ed. a cura di R. P. Ciardi, Firenze 1973-1974). Traduit à Toulouse par Hilaire Pader en 1649[2].
- Idea del Tempio della pittura, Milano 1590 (ed. a cura di R. P. Ciardi, Firenze 1973-1974)
- Rime di Gio. Paolo Lomazzi milanese pittore, diuise in sette libri. Nelle quali ad imitatione de i grotteschi vsati da' pittori, ha cantato le lodi di Dio, & de le cose sacre, di prencipi, di signori, Milano, Paolo Gottardo Pontio, 1587
- Rabisch drà Academiglia dor compà Zauargna, nabad dra vall d' Bregn, ed tucch i su fidigl soghit, con ra' ric enciglia dra valada. Or cantò di suersarigl, scianscia, Milano, Paolo Gottardo Pontio, 1589. (nuova ed. a cura di D. Isella, Torino 1993)
- Della forma delle Muse, Milano 1591 (ed. a cura di A. Ruffino - L. Tongiorgi Tomasi, Pisa 2002)